# Stanisław Michał Ołdakowski
Stanisław Michał Ołdakowski herbu Rawicz – miecznik drohicki w latach 1662–1692.
W 1674 roku był elektorem Jana III Sobieskiego z województwa podlaskiego.